# Prairieville (Louisiane)
La ville américaine de Prairieville est située dans la paroisse de l'Ascension, en Louisiane. 

## Géographie
Prairieville se situe à une quinzaine de kilomètres au sud-est de la ville de Baton Rouge et à une centaine de kilomètres au nord-ouest de la Nouvelle-Orléans. La ville est bordée par le bayou Manchac. 
Lors du recensement de la population en 2010, sa population s'élevait à 26 895 habitants. 
La localité est traversée par la route Interstate 10.

## Histoire
La ville doit son nom aux pâturages existants depuis l'époque de la Louisiane française.